# Lynx Edicions
Lynx Edicions és una editorial fundada el 1989 a Barcelona per l'advocat i col·leccionista Ramon Mascort Amigó, el naturalista Jordi Sargatal i el metge Josep del Hoyo. L'any 2002 es traslladà a Bellaterra. Fou creada inicialment per publicar bàsicament l'enciclopèdia Handbook of the Birds of the World (Manual dels Ocells del Món) que s'inicià el 1992 amb el primer volum. L'obra constarà de 16 volums dels que ja se n'ha publicat els dotze primers.
El seu fons editorial compta també amb llibres de divulgació naturalista relacionats amb la flora, fauna, guies i itineraris ecoturístics. També ha creat una nova col·lecció infantil, Ales de Paper. Els títols d'aquesta sèrie consten de dues seccions: narració d'una història imaginària inspirada en el món natural i àmpliament il·lustrada i un apartat de coneixements que tracta sobre el personatge del conte, d'una manera didàctica i fàcil de comprendre.
L'editorial manté acords de col·laboració amb entitats com BirdLife International (l'organització mundial més importat per l'estudi i la conservació dels ocells), l'Institut Smithsonià (Smithsonian Institution), de Washington, Conservation International, l'American Museum of Natural History, de Nova York. En col·laboració amb la UICN, The World Conservation Union, i Conservation International ha publicat l'obra Threatened Amphibians of the World.
Després del Handbook of the Birds of the World, està preparant la sèrie equivalent, el Handbook of the Mammals of the World, en col·laboració amb Conservation International el primer volum del qual està previst pel mes d'abril de 2009.
L'any 2002 Lynx Edicions endegà un nou projecte: la IBC (Internet Bird Collection). Es tracta d'una gran base de dades interactiva d'accés gratuït, que pretén compilar vídeos, fotografies, gravacions i d'altra informació relativa a tots els ocells del món. Actualment hi ha disponibles gairebé 30.000 vídeos que representen a més de 7.000 espècies (un 60% de les existents), i s'hi va incorporant nou material diàriament. Fins a gener de 2009 hi han col·laborat 310 persones de 85 països diferents.